# Uropsilus
Sous-famille
Genre
Le genre Uropsilus, le seul de la sous-famille des Uropsilinae, regroupe les musaraignes-taupes ou taupes de Chine.

## Liste d'espèces
Selon Mammal Species of the World (version 3, 2005)  (14 décembre 2015), Catalogue of Life (14 décembre 2015) et ITIS (14 décembre 2015) :
- Uropsilus andersoni (Thomas, 1911)
- Uropsilus gracilis (Thomas, 1911)
- Uropsilus investigator (Thomas, 1922)
- Uropsilus soricipes Milne-Edwards, 1871